# Delpher
Delpher is een gratis toegankelijke website, ontwikkeld en beheerd door de Koninklijke Bibliotheek, met gedigitaliseerde historische Nederlandse kranten, boeken, tijdschriften en radiobulletins uit bibliotheken, musea en andere erfgoedinstellingen. De website werd op 20 november 2013 gelanceerd. De naam Delpher verwijst zowel naar het woord 'delven' als naar het Orakel van Delphi.

## Opzet Delpher
Delpher is door de Koninklijke Bibliotheek gestart in samenwerking met het Meertens Instituut en de universiteitsbibliotheken van Amsterdam (UvA), Groningen, Leiden en Utrecht. Het bevat onder meer het gedigitaliseerde tekstmateriaal uit het programma Metamorfoze, het door de Koninklijke Bibliotheek uitgevoerde Nationaal Programma voor het Behoud van het Papieren Erfgoed.

## Aantallen schriftelijke media
Delpher bevat de volgende soorten en aantallen publicaties (de externe links geven de actuele cijfers weer, in de originele bron te zien bij het veld <srw:numberOfRecords>):
Kranten
- Afleveringen: 2.094.960
- Pagina's: 17.316.502 krantenpagina’s uit Nederland, Nederlands-Indië, de Antillen, de Verenigde Staten en Suriname van 1618 tot 1995.
- Artikelen: 187.344.770

Boeken uit de 17de tot de 20ste eeuw 
- Boeken: 164.762
- Boekenpagina's: 24.105.175
- Daarnaast nog ongeveer 800.000 door Google gedigitaliseerde boeken[3]

Tijdschriften uit de periode rond 1800-2000
- Afleveringen: 432.961
- Pagina's: 12.073.915

Radiobulletins van het ANP, uitgetypte vellen van ANP-radiobulletins (zgn. typoscripten) van 1937 tot 1984.
- Radiobulletins: 1.474.359